# Mahmud Dramali Pascià
Mahmud Dramali Pascià (Drama (Tracia), 1780? – Corinto, 26 ottobre 1822) è stato un militare e politico albanese al servizio dell'Impero ottomano in qualità di pascià e governatore (wali) di Drama, Larissa e Morea.
Venne incaricato dal sultano Mahmud II di sopprimere la guerra d'indipendenza greca nel 1822 ma venne pesantemente sconfitto nella battaglia di Dervenakia e morì poco dopo.

## Biografia

### Primi anni
Mahmud fu cresciuto ed educato al Palazzo Topkapi di Istanbul. Partecipò a varie campagne in tutto l'Impero, salendo al rango di visir e acquisendo notevoli abilità militari. Godendo del patrocinio della  Valide Sultan, fu infine inviato nella provincia natale della sua famiglia, Drama, succedendo a suo padre Melek Mehmed Pascià come governatore. Da questo ottenne il suo epitetto Dramali.
Nel 1820 fu sanjak-bey di Tessaglia a Larissa e partecipò all'esercito di Hursid Pascià che combatteva contro il ribelle Ali Pascià di Giannina.
Nell'estate del 1821, all'inizio della guerra d'indipendenza greca, schiacciò le prime ribellioni dei greci nella città di Drama. Dopo la caduta in disgrazia e il suicidio di Hursid, assunse la carica di Mora valesi (Wali dell'Eyalet di Morea), con il compito di distruggere la rivolta greca nel suo cuore, la Morea. Mise insieme un esercito ben equipaggiato di ben oltre 20 000 uomini, una forza enorme per gli standard balcanici, e il più grande esercito ottomano ad entrare in Grecia dall'invasione ottomana della Morea nel 1715. Questi comprendevano tra l'altro circa 8 000 cavalieri, prevalentemente dalla Macedonia e dalla Tracia, e diverse migliaia di veterani della campagna contro Ali Pascià.

### Campagna di Morea
Alla testa del suo esercito, Dramali partì da Larissa alla fine di giugno del 1822 e attraversò praticamente indisturbato la Grecia orientale: le sue forze marciarono incontrastate attraverso la Beozia, dove rasero al suolo Tebe, e l'Attica, dove però non tentò di riprendere l'Acropoli, che solo poco prima si era arresa ai greci.
Passò indisturbato attraverso le difese del Megaris ed entrò nel Peloponneso. Arrivò a Corinto a metà luglio, e trovò la forte fortezza di Acrocorinto abbandonata senza combattere dalla sua guarnigione greca. Sposò la vedova dell'ex comandante del forte assassinato, Kiamil Bey, e fu raggiunto da Yusuf Pasha di Patrasso, che gli consigliò di rimanere a Corinto, usandola come base, e di costruire forti forze navali nel Golfo di Corinto e isolare la Morea, prima di avanzare su Tripoli. Ma Dramali, ormai completamente sicuro di sé per l'apparente riluttanza dei greci ad opporsi a lui, decise di marciare subito a sud, verso l'Argolide.
La sua avanzata causò il panico tra i greci: l'assedio di Nauplia fu abbandonato proprio mentre la guarnigione si stava preparando ad arrendersi, e il governo provvisorio fuggì da Argo e si imbarcò su navi per la sicurezza. Tuttavia, arrivando ad Argo l'11 luglio, Dramali fece due errori critici: non assicurò la sua principale via di rifornimento e di ritirata attraverso il passo di Dervenakia, e ignorò il fatto che l'assenza della marina ottomana significava che non poteva essere rifornito via mare. Invece, si concentrò sulla presa del forte della città, ostinatamente difeso da una guarnigione greca di 700 uomini sotto Demetrios Ypsilantis, che resistette per dodici giorni vitali, prima di sfondare le linee degli assedianti e fuggire. Durante questo periodo, i greci, sotto Theodoros Kolokotronis, radunarono le loro forze e occuparono le colline e i fossati circostanti, compresa la Dervenakia. I greci saccheggiarono sistematicamente i villaggi della pianura argolica, dando anche fuoco ai raccolti e danneggiando le sorgenti, in modo da affamare l'esercito turco.
Intrappolato nel torrido caldo estivo della pianura argolica, senza acqua e cibo, Dramali fu costretto a pianificare la ritirata verso Corinto. Il 26 luglio inviò la sua cavalleria come guardia avanzata verso il passo di Dervenakia. Ma i greci si aspettavano la mossa, e avevano preso posizione lì. La battaglia risultante fu una completa vittoria greca, con pochi ottomani che riuscirono a fuggire. Infine, due giorni dopo, Dramali partì con il suo esercito principale. Anche se lui e la sua guardia del corpo riuscirono a passare, la maggior parte del suo esercito, così come il tesoro e la maggior parte dei bagagli e delle attrezzature, furono intrappolati nel passo e massacrati. Il risultato della campagna di Dramali, che era iniziata così bene, fu un completo disastro: su più di 30 000 soldati, solo 6 000 tornarono a Corinto, dove Dramali morì di febbre alta.
La sconfitta di Dramali salvò la rivolta greca da un precoce fallimento. La portata della sconfitta fu tale che entrò nella lingua greca moderna come proverbio: "η καταστροφή του Δράμαλη" (La catastrofe di Dramali), che viene usato per indicare un disastro completo. I suoi discendenti vivono oggi in Egitto e in Turchia.